# Nördskolan
Nördskolan är en amerikansk komedifilm från 2006, regisserad av Todd Phillips med bland andra Billy Bob Thornton, Jon Heder och Ben Stiller i huvudrollerna. Den är en nyinspelning av Skola för skojare från 1960.

## Handling
Roger är en ordinär kille som tjänar sitt uppehälle genom att läsa av elmätare. Han är på avstånd förälskad i sina drömmars tjej men hans självförtroende är på absolut lägsta nivå. När han beslutar sig för att försöka ge sig själv chansen att vinna hennes hjärta, anmäler han sig till en kurs för att råda bot på det dåliga självförtroendet.
Allt blir väldigt besvärligt när kursläraren själv visar sig ha siktet inställt på samma tjej.

## Rollista
| Billy Bob Thornton    | – Dr. P              |
| Jon Heder             | – Roger              |
| Jacinda Barrett       | – Amanda             |
| Michael Clarke Duncan | – Lesher             |
| Sarah Silverman       | – Becky              |
| David Cross           | – Ian                |
| Matt Walsh            | – Walsh              |
| Horatio Sanz          | – Diego              |
| Todd Louiso           | – Eli                |
| Jon Glaser            | – Ernie              |
| Paul Scheer           | – Little Pete        |
| Ben Stiller           | – Lonnie             |
| Luis Guzmán           | – Sergeant Moorehead |
| Dan Fogler            | – Zack               |
| DeRay Davis           | – Bee Bee            |